# Daïra de Fkirina
La daïra de Fkirina est une daïra d'Algérie située dans la wilaya d'Oum El Bouaghi et dont le chef-lieu est la ville éponyme de Fkirina.

## Localisation
La daïra est située à l'est de la wilaya d'Oum El Bouaghi.
|                | Ain Béïda        |        |
| Oum El Bouaghi | daïra de Fkirina | Dhalaa |
|                |                  |        |

## Communes
La daïra est composée de deux communes : Fkirina, Oued Nini.